# Diapetimorpha ferrumequinum
Diapetimorpha ferrumequinum là một loài tò vò trong họ Ichneumonidae.